# Tahiti

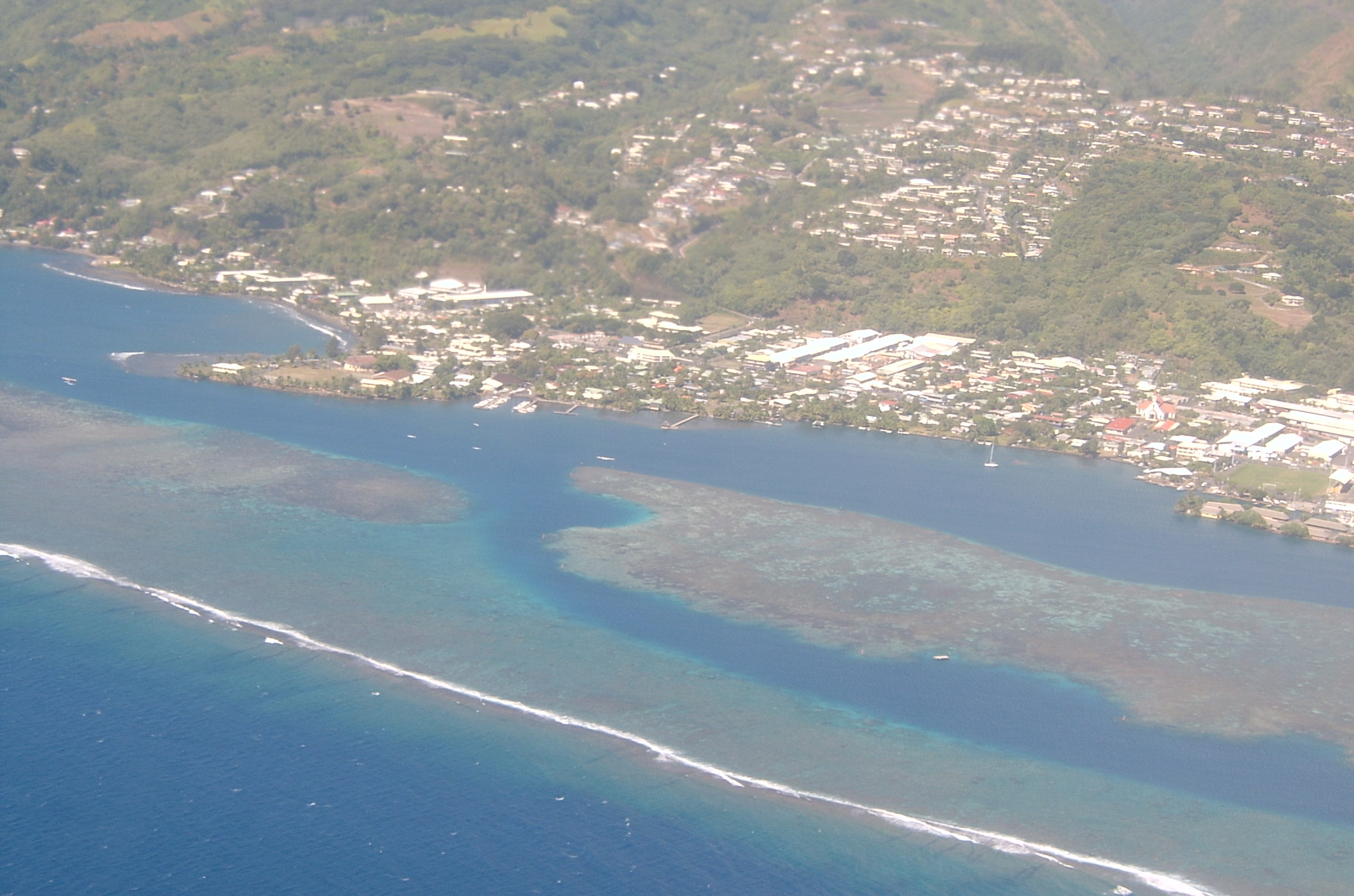
Papeete városa

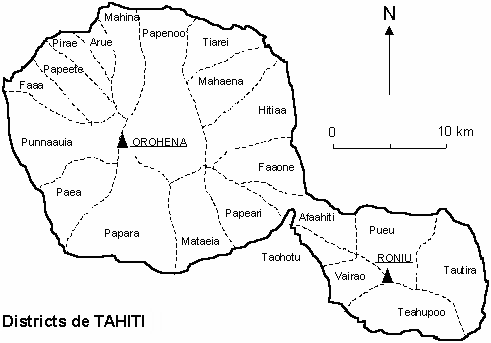
Tahiti kerületei

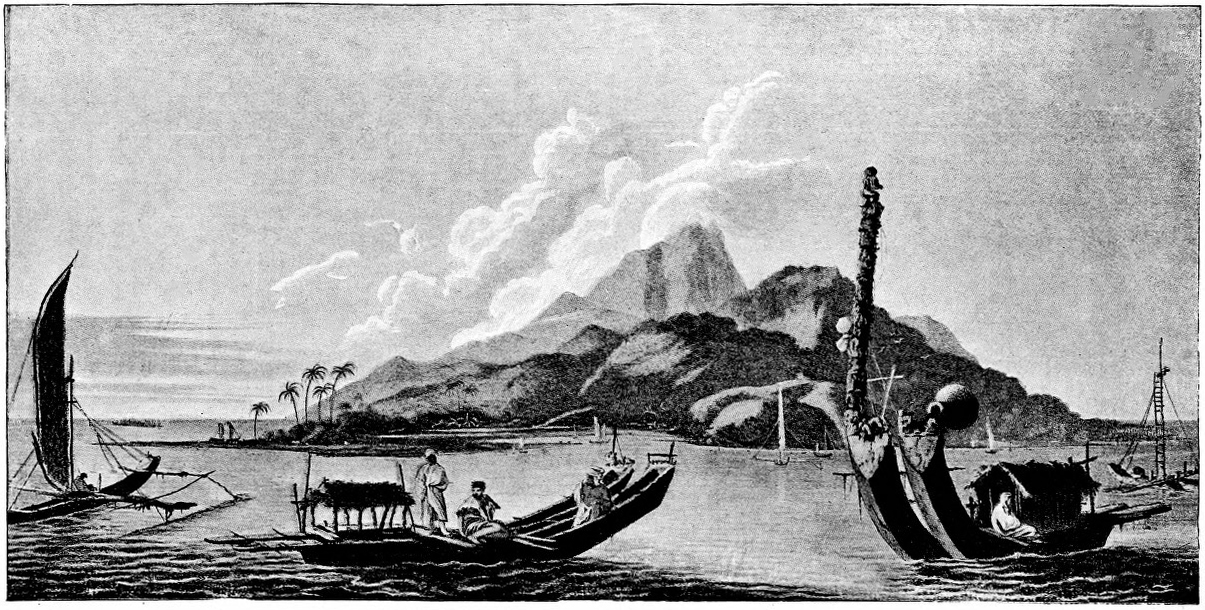
James Cook rajza a bennszülöttekről

Tahiti, eredeti nevén Otaheite, Francia Polinézia legnagyobb szigete a Csendes-óceánban. Területe: 1045 km², legmagasabb pontja 2241 m (Orohena-hegy). A főváros, Papeete az északnyugati parton fekszik.

## Jellemzői
Tahiti szigete a hírét a világban csodás természeti szépségeinek, barátságos népének köszönheti. A szigeten található Francia Polinézia fővárosa, Papeete is.
Tahiti nagyjából nyolcas alakú, két kör alakú szigetrészből áll: Tahiti Nuiból (Nagy Tahitiből) és a Tahiti Itiből (Kis Tahitiből). A két részt a Taravao-fennsík földnyelve köti össze.
Éghajlata trópusi, mégis elkerülik a trópusi betegségek, a tífusz, malária ismeretlenek a szigeten. Mérges kígyók sincsenek.

## Lakossága
A bennszülött tahitiak polinéz felmenői, és a lakosság 70%-át teszik ki, az európaiak, a kelet-ázsiaiak (főleg a kínaiak) és a vegyes örökségű emberek mellett, akiket néha Demisnek is neveznek.
- 75,4%-a Tahitin született (a 2007-es népszámlálási 71,5%-hoz képest)
- 9,3% az európai Franciaországban (a 2007-es 10,9%-hoz képest)
- 5,9% a Társadalom-szigeteken máshol (a 2007-es 6,4%-hoz képest)
- 2,8% a Tuamotu-Gambierben (a 2007-es 3,3%-hoz képest)
- 1,8% a Marquesas-szigeteken (a 2007-es 2,0%-hoz képest)
- 1,6% az Ausztrál-szigeteken (a 2007-es 2,0%-ról)
- 1,3% Franciaország tengerentúli megyéiben és területein, kivéve Francia Polinéziát (1,0% Új-Kaledóniában, Wallisban és Futunaban; 0,3% a többi tengerentúli megyében és közösségben) (a 2007-es 1,6%-hoz képest)
- 0,5% Kelet- és Délkelet-Ázsiában (ugyanaz az arány, mint 2007-ben)
- 0,3% Észak-Afrikában (legtöbbjük Algériában) (a 2007-es 0,4%-hoz képest)
- 1,1% az egyéb külföldi országokban (a 2007-es 1,5%-hoz képest)

Tahiti lakossága kb. 189 517 fő.

## Gazdasága
Tahiti legfontosabb exportárui a kókuszolaj, vanília, narancs, citrom, kauri (k.csiga) és tahiti-gyöngy. A legnagyobb kereskedelmi földtulajdonos egy angol kereskedőcég.
Ma Tahitin áll fenn a legmagasabb életszínvonal a Csendes-óceáni államok között. A turizmus nagyon fontos kereskedelmi faktor. Itt található Francia Polinézia nemzetközi repülőtere, Faa'a. Franciaországnak ez a tengerentúli tulajdon évente 1 milliárd euróba kerül.

## Történelme
A szigetet spanyol hajósok pillantották meg először az európaiak közül 1606-ban. Az első európai, aki kikötött, Samuel Wallis angol kapitány volt 1767-ben, aki a szigeteket Anglia számára követelte. Wallis nem hagyott hátra sem telepeseket, sem helyőrséget, így Bougainville francia kutató egy év múlva Franciaország részére birtokba vette a szigetet. Ő Új-Cythera szigetnek nevezte el, a görögországi Cythera (Kíthira) szigetéről, amely felett Aphrodité kiemelkedett a tenger habjaiból. A következő európai már a római szerelem istennőjét, Venust kereste Tahitin: Cook kapitány érkezett hamarosan a szigetre, hogy megfigyelje a Vénusz átvonulását a Nap előtt. Cook Tahitit a Szerelem Szigetének nevezte el, melyet a franciák Édes Földnek fordítottak. 1797-ben 18 metodista pap érkezett Londonból, akik zord és türelmetlen módon befolyásolták a helyi királyokat, a Pōmare-dinasztia tagjait. A metodisták elég hosszú idő alatt tudták csak megtéríteni a lakosság háromnegyed részét. Közben a franciák katolikus misszionáriusokat küldtek Tahitira. Az újonnan katolikus és protestáns bennszülöttek között háború tört ki. Kétéves háború után a franciáké lett Tahiti, és az őt környező szigetek. 1880-ban az utolsó független király, V. Pōmare Teri'i Taria Te-ra-tane átadta országát a franciáknak.
Tahiti bár a Francia Polinéziák nevű közigazgatási területhez tartozik a gyakorlatban félautonómiát élvez, mivel a sziget népgyűlése törvényeket hoz és a költségvetés felett is rendelkezik. 2004 óta állandó napirenden van a sziget függetlenségének kérdése.

## Maraé
Maraé volt a neve a szigeti őslakosok templomának, a legépebben megmaradt maraé a fővárostól alig 20 km-re levő Arahurahu-templom. Lényegében a maraé egy négyzet alakú, hatalmas, fekete lávafallal körülvett térség, amelynek közepén lépcsőzetesen emelkedik ki az oltár. A fekete falak komorságát csak a korallból és vörös lávakőből készült gyér díszítések enyhítették. Minden maraét az isteneknek szenteltek, akiknek nagyobb ünnepek alkalmából emberáldozatot is bemutattak. A tahiti őslakók politeisztikus vallásának élén Ta'aroa főisten állt, akinek a világ teremtését tulajdonították. Az első európaiakat meglepte a polinéz hitvilág fejlettsége, amely összetettségében hasonlatos volt a görög mitológiához.

## Tamará

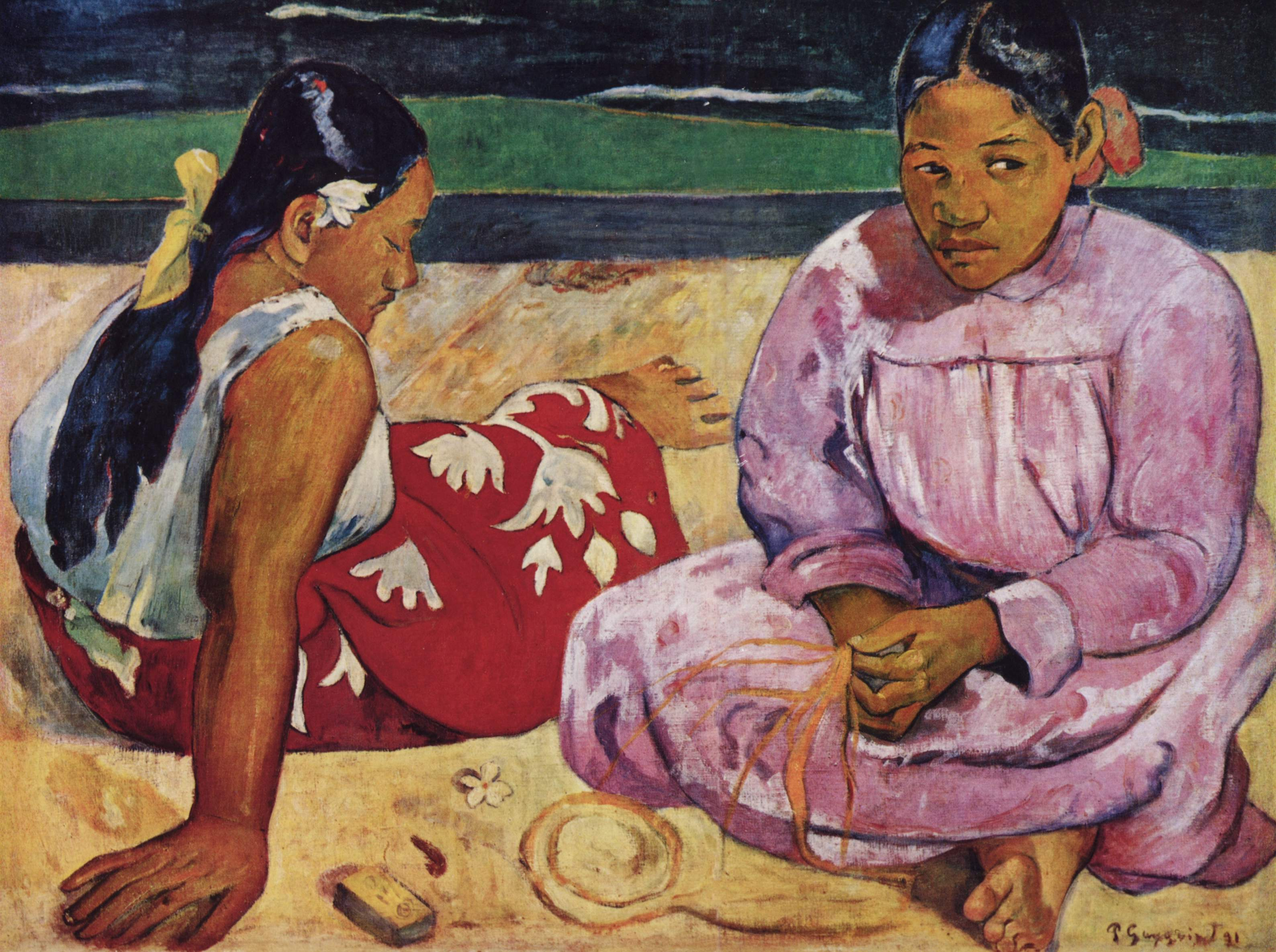
Paul Gauguin: Tahiti nők című festménye

Így hívják a szigeten az ünnepélyes lakomát. Ma már elsősorban idegenforgalmi látványosság, melynek elkészítése hosszú és bonyolult mesterség. Földbe vájt tűzhely, umu kell hozzá, ezt megtöltik vastag fahasábokkal, ezek felé pedig köveket raknak. A hasábok lassan égnek el, néha fél nap is beletelik, mire elhamvadnak. A most már vörösen izzó kövek beleolvadnak a hamuba, és ezt a vastag hamu- és kőréteget befedik banán- és hibiszkuszlevéllel. Ezen a levél-tűzhelyen sülnek az ünnepi malacok és a körítés, amely édesburgonyából, kenyérfa gyümölcséből, vadbanánból áll. A sülthöz és a körítéshez fehér mártást szolgálnak fel, melynek fő alkotórésze a kókusztej. Amikor kész a tamará, ünnepélyesen meghívják a jelenlevőket lakomára. Ezt tánc követi.

## Híres személyek
- IV. Pōmare ʻAimata tahiti királynő (1813–1877)
- Jocelyne LaGarde (1924–1979), francia-polinéz színésznő
- Malik Joyeux (1980–2005), szörföző
- Fabrice Santoro (*1971), francia teniszjátékos
- Tahitit legtöbben Paul Gauguin festményeiről ismerik. A híres francia festő sok időt töltött a szigeten, és számos képet alkotott az ott lakókról.